# Streptoprocne biscutata
Streptoprocne biscutata е вид птица от семейство Бързолетови (Apodidae).

## Разпространение
Видът е разпространен в Бразилия.